# Microcharis asparagoides
Microcharis asparagoides är en ärtväxtart som först beskrevs av Paul Hermann Wilhelm Taubert, och fick sitt nu gällande namn av Brian David Schrire. Microcharis asparagoides ingår i släktet Microcharis och familjen ärtväxter. Inga underarter finns listade i Catalogue of Life.